# Hong Kong Tennis Open 2015
Hong Kong Tennis Open 2015 (також відомий під назвою Prudential Hong Kong Tennis Open за назвою спонсора) — професійний тенісний турнір, що проходив на кортах з твердим покриттям. Це був 6-й за ліком турнір. Належав до Туру WTA 2015. Відбувся у Victoria Park (Гонконг). Тривав з 12 до 18 жовтня.

## Очки і призові

### Нарахування очок
| Дисципліна       | П   | Ф   | ПФ  | ЧФ | 1/8 | 1/16 | Q   | Q2  | Q1  |
| Одиночний розряд | 280 | 180 | 110 | 60 | 30  | 1    | 18  | 12  | 1   |
| Парний розряд    | 280 | 180 | 110 | 60 | 1   | Н/Д  | Н/Д | Н/Д | Н/Д |

### Призові гроші
| Дисципліна       | П       | Ф       | ПФ      | ЧФ     | 1/8    | 1/161  | Q2     | Q1   |
| Одиночний розряд | $43,000 | $21,400 | $11,500 | $6,200 | $3,420 | $2,220 | $1,285 | $750 |
| Парний розряд *  | $12,300 | $6,400  | $3,435  | $1,820 | $960   | Н/Д    | Н/Д    | Н/Д  |

1 Кваліфаєри отримують і призові гроші 1/16 фіналу

* на пару

## Учасниці основної сітки в одиночному розряді

### Сіяні пари
| Країна    | Гравчиня         | Рейтинг1 | Сіяна |
| --------- | ---------------- | -------- | ----- |
| Іспанія   | Гарбінє Мугуруса | 5        | 1     |
| Німеччина | Анджелік Кербер  | 10       | 2     |
| США       | Вінус Вільямс    | 14       | 3     |
| Сербія    | Єлена Янкович    | 24       | 4     |
| Австралія | Саманта Стосур   | 25       | 5     |
| Росія     | Дарія Гаврилова  | 35       | 6     |
| Франція   | Каролін Гарсія   | 39       | 7     |
| Франція   | Алізе Корне      | 44       | 8     |

- 1 Рейтинг подано станом на 5 жовтня 2015

### Інші учасниці
Нижче наведено учасниць, які отримали вайлдкард на участь в основній сітці:
- Єлена Янкович
- Анджелік Кербер
- Саманта Стосур
- Чжан Лін

Нижче наведено гравчинь, які пробились в основну сітку через стадію кваліфікації:
- Ана Богдан
- Чан Су Джон
- Мію Като
- Катерина Козлова
- Lee Ya-hsuan
- Іріна Раміалізон

Такі тенісистки потрапили в основну сітку як Щасливі лузери:
- Юлія Бейгельзимер
- Анастасія Комардіна

### Відмовились від участі
До початку турніру
- Вікторія Азаренко[1] →її замінила  Ван Яфань
- Ежені Бушар[2]  (concussion) →її замінила  Анастасія Родіонова
- Кейсі Деллаква (струс мозку)→її замінила  Юлія Бейгельзимер
- Заріна Діяс →її замінила  Одзакі Ріса
- Сабіне Лісіцкі (травма коліна) →її замінила  Франческа Ск'явоне
- Гарбінє Мугуруса (травма лівої щиколотки)→її замінила  Анастасія Комардіна
- Айла Томлянович →її замінила  Чжан Кайлінь
- Коко Вандевей →її замінила  Луксіка Кумхун

### Знялись
- Крістіна Макгейл (травма лівого ліктя)

## Учасниці основної сітки в парному розряді

### Сіяні пари
| Країна  | Гравчиня            | Країна    | Гравчиня            | Рейтинг1 | Сіяна |
| ------- | ------------------- | --------- | ------------------- | -------- | ----- |
| Іспанія | Лара Арруабаррена   | Словенія  | Андрея Клепач       | 61       | 1     |
| Польща  | Клаудія Янс-Ігначик | Австралія | Анастасія Родіонова | 94       | 2     |
| КНР     | Лян Чень            | КНР       | Ван Яфань           | 129      | 3     |
| Франція | Алізе Корне         | Казахстан | Ярослава Шведова    | 184      | 4     |

1 Рейтинг подано станом на 5 жовтня 2015

### Інші учасниці
Нижче наведено пари, які отримали вайлдкард на участь в основній сітці:
- Ki Yan-tung /  Ng Man-ying
- Sher Chun-wing /  Wu Ho-ching

### Знялись з турніру
Під час турніру
- Чжан Кайчжень (травма шиї)
- Крістіна Макгейл (травма лівого ліктя)
- Lee Ya-hsuan (розтягнення правого підколінного сухожилля)

## Переможниці та фіналістки

### Одиночний розряд
- Єлена Янкович —  Анджелік Кербер 3–6, 7–6(7–4), 6–1

### Парний розряд
- Алізе Корне /  Ярослава Шведова —  Лара Арруабаррена /  Андрея Клепач 7–5, 6–4